# Pachydema oromii
Pachydema oromii är en skalbaggsart som beskrevs av Lopez Colon 1986. Pachydema oromii ingår i släktet Pachydema och familjen Melolonthidae. Inga underarter finns listade i Catalogue of Life.